# Limonia tristigma
Limonia tristigma är en tvåvingeart som först beskrevs av Osten Sacken 1860.  Limonia tristigma ingår i släktet Limonia och familjen småharkrankar. Inga underarter finns listade i Catalogue of Life.